# Per Brahe (el joven)
El conde Per Brahe el Joven (n. 18 de febrero de 1602; m. 2 de septiembre de 1680) fue un soldado y estadista sueco. Nieto de Per Brahe el Viejo, uno de los asesores cercanos del rey Gustavo I de Suecia.

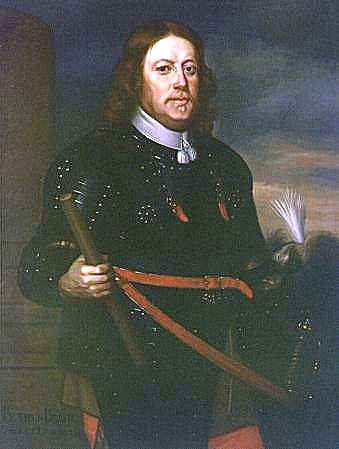
Per Brahe, el joven

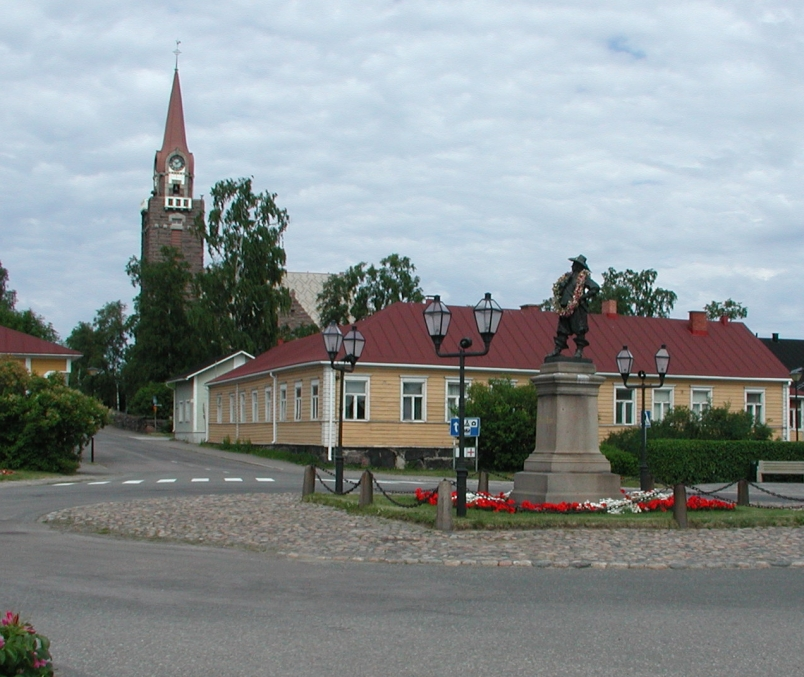
Monumento a Per Brahe en Raahe, ciudad fundad por él en 1649

## Biografía
Brahe nació en el castillo de Rydboholm (ahora en el municipio de Österåker) en la provincia de Uppland. Era hijo del riksråd conde Abraham Pedersson Brahe de Visingsborg (1569-1630) y Elsa Gyllenstierna de Lundholm, y como tal hermano de Margareta Brahe y Nils Brahe, y primo de Ebba Brahe. Era nieto de Per Brahe el Viejo (1520-1590), uno de los consejeros privados del rey Gustavo I de Suecia, y conde de Visingsborg, título otorgado por el rey Erico XIV de Suecia. Per Brahe el Joven, después de completar su educación con varios años de viajes al extranjero, se convirtió en 1626 en el chambelán del rey Gustavo II Adolfo de Suecia, cuya amistad ganó.
Luchó con distinción en Prusia durante los últimos tres años de la guerra de Polonia (1626-1629) y también, como coronel de un regimiento de caballos, en 1630 en Alemania. Después de la muerte del rey Gustavo II Adolfo de Suecia en 1632, sus militares cedieron a su actividad política. Había sido elegido Lantmarskalk del Riksdag de los Estados de 1629, y al año siguiente fue nombrado Consejero privado. En 1635 dirigió las negociaciones para un armisticio con Polonia (Tratado de Stuhmsdorf).
De 1637 a 1640 y nuevamente en 1648 a 1654 fue gobernador general de Finlandia, país al que prestó inestimables servicios gracias a su sabio y providente gobierno. Reformó toda la administración, introdujo un sistema postal, fundó diez nuevas ciudades, mejoró y desarrolló el comercio y la agricultura, y promovió enormemente la educación. En 1640 abrió la Real Academia de Åbo, de la que fue fundador y primer canciller.
Hoy en día, se usa la expresión "Kreivin aikaan" (en español: «en el tiempo del conde») en el idioma finés, con el significado de «en el momento correcto o bueno». La base de su estatua en Turku, lleva la inscripción «Me complació mucho la tierra y la tierra conmigo».
Después de la muerte del rey Carlos X Gustavo de Suecia en 1660, Brahe se convirtió en uno de los regentes de Suecia por segunda vez (había ocupado un cargo similar durante la minoría de edad de la reina Cristina de Suecia, 1632-1644), y durante el difícil año de 1660 tuvo el control total de los asuntos internos y externos.
Murió el 2 de septiembre de 1680 en su castillo de Bogesund en Uppland. También ocupó los castillos Visingsborg en Visingsö y Brahehus en Gränna, donde durante su vida había tenido más que pompa regia.

## Legado
Llevan su nombre la ciudad finlandesa de Raahe (en sueco: Brahestad) y el asteroide (1680) Per Brahe, descubierto en 1942 por Liisi Oterma, en el observatorio astronómico de Turku.

- Datos: Q472692
- Multimedia: Per Brahe the Younger / Q472692